# Campocraspedon foutsi
Campocraspedon foutsi är en stekelart som först beskrevs av Joseph Augustine Cushman 1927.  Campocraspedon foutsi ingår i släktet Campocraspedon och familjen brokparasitsteklar. Inga underarter finns listade.